# Proxomitron
Proxomitron是一款被广为使用的网页过滤器，用户可将其用作个人的代理服务器，该软件作者是Scott R. Lemmon。通过正则表达式，Proxomitron可以按照需要进行配置，拦截各种弹出式广告、闪烁的横幅广告，以及恼人的声音片段。作者将该软件按照一个特别的"ShonenWare"许可证发布：软件使用免费，但用户得购买一张Shonen Knife（一个日本女子乐队，日文為少年ナイフ）的CD，作者确认用户收听了，才能被看作是注册用户。
不少人认为这个软件配置困难，而且拦截的内容有时会比预想的还要多，Proxomitron在用户友好性方面有所欠缺。
2003年6月，Proxomitron开发到版本4.5时停止了，官方网站发布通告：
意思為“消逝了”，但几个月后，这个页面被重定向到GeoCities的一个帐号，捎带幽默地解释项目终止的原因。尽管如此，这个程序仍然可以自由使用、发布。
Proxomitron的作者Scott R. Lemmon于2004年5月1日去世，年仅36岁。